# Balera meyersi
Balera meyersi är en insektsart som beskrevs av Freytag 1992. Balera meyersi ingår i släktet Balera och familjen dvärgstritar. Inga underarter finns listade i Catalogue of Life.